# Coupe du monde de futsal de 2021
Navigation
Colombie 2016 Ouzbékistan  2024
La Coupe du monde de futsal de 2021 est la neuvième Coupe du monde de futsal, le championnat international quadriennal de futsal disputé par les équipes nationales masculines des associations membres de la FIFA. Le tournoi a lieu en Lituanie. Il s'agit du premier tournoi de la FIFA organisé par la Lituanie et de la troisième Coupe du monde de futsal organisée en Europe ; les autres étant en 1989 aux Pays-Bas et en 1996 en Espagne.
le Portugal est le vainqueur de la dernière Edition.

## Organisation

### Pays de l'hôte
Les pays suivants sont candidats à l'organisation du tournoi:
- Costa Rica
- Croatie
- Iran
- Japon
- Kazakhstan
- Lituanie
- Nouvelle-Zélande
- Émirats arabes unis

Les huit candidats représentent le plus haut niveau jamais enregistré pour la Coupe du Monde de Futsal de la FIFA. Étant donné qu'aucun de ces pays n'a jamais accueilli l'événement auparavant, le tournoi se dirigera vers un nouvel emplacement, plus tard présélectionné à quatre. La République tchèque, l'Égypte, la Géorgie, les Pays-Bas et les États-Unis ont manifesté leur intérêt, mais n'ont finalement pas soumissionné,.
L'hôte devait initialement être nommé d'ici décembre 2016, puis reporté à décembre 2017. Le Costa Rica, la Croatie, le Kazakhstan et les Émirats arabes unis ont ensuite été éliminés de la compétition.
Les hôtes ont été sélectionnés par le Conseil de la FIFA le 26 octobre 2018 à Kigali, au Rwanda, parmi les quatre derniers candidats : l'Iran, le Japon, la Lituanie et la Nouvelle-Zélande. La Lituanie a été choisie devant l'Iran, le Japon et la Nouvelle-Zélande comme hôte de l'édition 2020.

### Qualifications
Un total de 24 équipes se qualifient pour le tournoi final. En plus de la Lituanie qui se qualifie automatiquement en tant qu'hôte, 23 autres équipes se qualifient à partir de six compétitions continentales distinctes. L'attribution des créneaux a été approuvée par le Conseil de la FIFA le 10 juin 2018.
| Confédération                                      | Tournoi qualificatif                                                                                      | Qualifié(s)                                                                    |
| -------------------------------------------------- | --- | ------------------------------------------------------------------------------ |
| AFC (Asie)                                         | Championnat d'Asie de futsal 2020 (en) Annulé, 3 équipes nommées par l'AFC et 2 autres via les play-offs. | Viêt Nam Japon Ouzbékistan Iran Thaïlande                                      |
| CAF (Afrique)                                      | Coupe d'Afrique des nations de futsal 2020 (en)                                                           | Égypte Maroc Angola                                                            |
| CONCACAF (Amérique du Nord, centrale, et Caraïbes) | Championnat de futsal de la CONCACAF 2020 (en)                                                            | Costa Rica Guatemala Panama États-Unis                                         |
| CONMEBOL (Amérique du Sud)                         | Qualifications (en)                                                                                       | Brésil Venezuela Argentine Paraguay                                            |
| OFC (Océanie)                                      | Championnat d'Océanie de futsal 2019 (en)                                                                 | Îles Salomon                                                                   |
| UEFA (Europe)                                      | Qualifications                                                                                            | Espagne Kazakhstan Portugal Fédération russe de football (RFS) Tchéquie Serbie |
| Pays hôte                                          | Pays hôte                                                                                                 | Lituanie                                                                       |

### Sites
La Lituanie a présenté trois villes - Vilnius (Siemens Arena), Kaunas (Žalgiris Arena) et Klaipėda (Švyturys Arena) dans leur offre pour accueillir l'événement. Lors de la conférence de presse du 22 novembre 2018, il a été révélé que la Fédération de Lituanie de football souhaitait augmenter le nombre de villes hôtes avec jusqu'à 3 sites supplémentaires. Šiauliai (Šiaulių arena), Panevėžys (Cido Arena) et Alytus (Alytaus arena) ont été nommés comme candidats supplémentaires et attendent actuellement pour une inspection des délégués de la FIFA afin de déterminer leur adéquation. De nouvelles négociations devraient reprendre en février 2019. Une inspection a été effectuée le 10 mai 2019 sur les cinq villes hôtes potentielles : Vilnius (Siemens Arena), Kaunas (Žalgiris Arena), Klaipėda (Švyturys Arena), Šiauliai (Šiaulių arena) et Panevėžys (Cido Arena).
La décision finale a été prise le 16 octobre 2019, elle se déroulera dans trois villes: Vilnius (Siemens Arena), Kaunas (Žalgiris Arena) et Klaipėda (Švyturys Arena). Šiauliai, (Šiaulių arena) et Panevėžys (Cido Arena) ont été laissés de côté en raison de problèmes d'hébergement.
| Vilnius | Kaunas           | Klaipėda        |
| --- | ---------------- | --------------- |
| Siemens Arena | Žalgiris Arena   | Švyturys Arena  |
| Capacité: 10,000 | Capacity: 13,807 | Capacity: 6,200 |
| |                  |                 |
| [[Fichier:Lithuania adm location map.svg\|500px\|{{#if:\|{{{alt}}}\|Coupe du monde de futsal de 2021 est dans la page Lituanie .]]Vilnius Kaunas Klaipėda |                  |                 |

### Commercialisation
L'emblème a été lancé le 17 janvier 2020 au MO Museum à Vilnius.
L'emblème met en valeur deux des éléments les plus fiers de la Lituanie: ses ressources naturelles et son expertise technologique. La base de l'emblème représente le paysage verdoyant et luxuriant du pays, décoré de feuilles de chêne. Symbole de force, le chêne indigène est vénéré en Lituanie depuis des siècles. Suivant les lignes du Trophée de la Coupe du Monde de Futsal de la FIFA, les chênes cèdent la place aux terres agricoles et aux prairies aux couleurs du drapeau lituanien. L'importance accordée au paysage souligne l'engagement de la Lituanie envers la préservation de son patrimoine naturel.
La moitié supérieure de l'emblème est inspirée des industries technologiques modernes de la Lituanie. Les lasers tirent vers le ciel vers un terrain de futsal stylisé pour rappeler les réalisations du pays dans les secteurs de la science et de la haute technologie.
Le 21 septembre 2020, Ivartito, une cigogne (qui est le oiseau national de Lituanie depuis 1973), a été dévoilée en tant que mascotte officielle.

### Pandémie et report en 2021
Le tournoi devait initialement se dérouler du 12 septembre au 4 octobre 2020 sous le nom de Coupe du monde de Futsal de 2020. Cependant, en raison de la pandémie de Covid-19, la FIFA a annoncé le 3 avril 2020 qu'une décision serait prise si le tournoi serait reporté et reprogrammé.
Le 12 mai 2020, la FIFA a annoncé que le tournoi se tiendrait du 12 septembre au 3 octobre 2021, sous réserve d'une surveillance supplémentaire,.

### Tirage au sort
Le tirage au sort officiel a eu lieu le 1er juin 2021, à 17h00 CEST (UTC+2), au siège de la FIFA à Zürich, en Suisse,. Les 24 équipes ont été réparties en six groupes de quatre équipes. Les hôtes lituaniens ont été automatiquement classés dans le pot 1 et assignés à la position A1, tandis que les équipes restantes ont été classées dans leurs pots respectifs en fonction de leurs résultats lors des cinq dernières Coupes du Monde de Futsal de la FIFA (les tournois les plus récents ont un poids plus important), avec des points bonus attribués aux champions de la confédération. Aucun groupe ne pourrait contenir plus d'une équipe de chaque confédération, sauf qu'il y aurait un groupe avec deux équipes de l'UEFA en raison du nombre total de sept équipes de l'UEFA.
| Chapeau 1 | Chapeau 2 | Chapeau 3 | Chapeau 4 |
| --- | --- | --- | --- |
| - Lituanie (0 pts) - Espagne (56 pts) - Brésil (55 pts) - Argentine (45 pts) - RFS (38 pts) - Portugal (32 pts) | - Iran (25 pts) - Paraguay (17 pts) - Égypte (16 pts) - Costa Rica (12 pts) - Thaïlande (11 pts) - Tchéquie (9 pts) | - Îles Salomon (7 pts) - Japon (7 pts) - Guatemala (6 pts) - Kazakhstan (6 pts) - Serbie (6 pts) - Panama (5 pts) | - Maroc (5 pts) - Viêt Nam (3 pts) - États-Unis (2 pts) - Ouzbékistan (1 pt) - Angola (0 pts) - Venezuela (0 pts) |

### Officiels de match
Les officiels suivants ont été choisis pour le tournoi.
| Confédération | Arbitres                            |
| ------------- | ----------------------------------- |
| AFC           | Hussain Ali Al-Bahhar               |
| AFC           | Fahad Badir Ali Mohamed Alhosani    |
| AFC           | Nurdin Bukuev                       |
| AFC           | Ryan Shepheard                      |
| AFC           | Tomohiro Kozaki                     |
| AFC           | Ran An                              |
| AFC           | Ebrahim Mehrabi Afshar              |
| AFC           | Gelareh Nazemi Deylami              |
| CAF           | Tarek Samy Aly Ahmed Elkhataby      |
| CAF           | Mohamed Hassan Hassan Ahmed Youssef |
| CAF           | Khalid Hnich                        |
| CAF           | Aymen Kammoun                       |
| CONCACAF      | Roberto Enrique López Fernández     |
| CONCACAF      | Ronny Castro Zumbado                |
| CONCACAF      | Jorge Flores                        |
| CONCACAF      | Carlos González                     |
| CONCACAF      | Diego Molina López                  |
| CONCACAF      | Josh Wilkens                        |

| Confédération | Arbitres                            |
| ------------- | ----------------------------------- |
| CONMEBOL      | Cristian Espindola                  |
| CONMEBOL      | Carlos Hernando Martínez Arzamendia |
| CONMEBOL      | Valeria Palma                       |
| CONMEBOL      | María Estefanía Pinto               |
| CONMEBOL      | Daniel Rodríguez                    |
| CONMEBOL      | Dario Santamaria                    |
| CONMEBOL      | Gean Telles                         |
| CONMEBOL      | Henry Gutiérrez                     |
| OFC           | Anthony Riley                       |
| OFC           | Chris Sinclair                      |
| UEFA          | Juan José Cordero Gallardo          |
| UEFA          | Ondřej Černý                        |
| UEFA          | Gábor Kovács                        |
| UEFA          | Eduardo Fernandes                   |
| UEFA          | Alejandro Martínez Flores           |
| UEFA          | Daniel Matković                     |
| UEFA          | Chiara Perona                       |
| UEFA          | Cédric Pelissier                    |
| UEFA          | Irina Velikanova                    |
| UEFA          | Nikola Jelić                        |
| UEFA          | Borislav Kolev (support)            |

## Compétition

### Compositions des sélections
Chaque équipe doit nommer une équipe préliminaire de 25 joueurs maximum (dont 3 gardiens de but). À partir de l'équipe préliminaire, l'équipe doit nommer une équipe finale de 14 joueurs (dont deux doivent être des gardiens de but) avant la date limite de la FIFA. Les joueurs de l'équipe finale peuvent être remplacés par un joueur de l'équipe préliminaire en raison d'une blessure grave ou d'une maladie jusqu'à 24 heures avant le coup d'envoi du premier match de l'équipe.

### Phase de groupes
Le calendrier de la compétition a été publié le 30 avril 2021.
Les deux meilleures équipes de chaque groupe et les quatre meilleures équipes classées troisièmes accèdent aux huitièmes de finale.
Critères de départage
Les classements des équipes dans chaque groupe sont déterminés comme suit:
1. points obtenus dans tous les matches de groupe ;
2. différence de buts dans tous les matches de groupe ;
3. nombre de buts marqués dans tous les matches de groupe ;

Si deux équipes ou plus sont à égalité sur la base des trois critères ci-dessus, leur classement est déterminé comme suit:
1. points obtenus lors des matches de poules entre les équipes concernées ;
2. différence de buts dans les matches de groupe entre les équipes concernées ;
3. nombre de buts marqués lors des matches de poule entre les équipes concernées ;
4. points de fair-play dans tous les matches de groupe (une seule déduction peut être appliquée à un joueur dans un seul match):
  1. Carton jaune: -1 point ;
  2. Carton rouge indirect (deuxième carton jaune): -3 points ;
  3. Carton rouge direct: -4 points ;
  4. Carton jaune et carton rouge direct: -5 points ;
5. tirage au sort par la commission d'organisation de la FIFA.

Toutes les heures correspondent à l'Heure d'été d'Europe de l'Est (UTC+3).

#### Groupe A
| Rang | Équipe     | J | V | N | P | BP | BC | Diff | Pts | Qualification       |
| ---- | ---------- | - | - | - | - | -- | -- | ---- | --- | ------------------- |
| 1    | Kazakhstan | 3 | 2 | 1 | 0 | 10 | 2  | +8   | 7   | Huitièmes de finale |
| 2    | Venezuela  | 3 | 2 | 1 | 0 | 4  | 2  | +2   | 7   | Huitièmes de finale |
| 3    | Costa Rica | 3 | 1 | 0 | 2 | 7  | 9  | -2   | 3   |                     |
| 4    | Lituanie   | 3 | 0 | 0 | 3 | 3  | 11 | -8   | 0   |                     |

Source: FIFA
1re journée
| Match 2                 | Costa Rica                      | 1 - 6   | Kazakhstan                                                                    |                                                                     |                                                                     |
| 12 septembre 2021 18h00 | Rodriguez 12e                   | (1 - 4) | 10e Yessenamanov · 11e Tursagulov · 14e Douglas · 17e 27e Taynan · 27e Orazov | Žalgiris Arena, Kaunas Spectateurs : 950 Arbitrage : Mohamed Hassan | Žalgiris Arena, Kaunas Spectateurs : 950 Arbitrage : Mohamed Hassan |
| 12 septembre 2021 18h00 | Gamboa 20e, 38e · D. Vargas 33e | Rapport | 19e Taynan                                                                    | Žalgiris Arena, Kaunas Spectateurs : 950 Arbitrage : Mohamed Hassan | Žalgiris Arena, Kaunas Spectateurs : 950 Arbitrage : Mohamed Hassan |

| Match 1 | Lituanie      | 1 - 2   | Venezuela           |                                                                       |                                                                       |
| 20h00   | Zagurskas 8e  | (1 - 1) | 3e Sanz · 38e Vidal | Žalgiris Arena, Kaunas Spectateurs : 1 534 Arbitrage : Chris Sinclair | Žalgiris Arena, Kaunas Spectateurs : 1 534 Arbitrage : Chris Sinclair |
| 20h00   | Zagurskas 16e | Rapport | 32e Vidal           | Žalgiris Arena, Kaunas Spectateurs : 1 534 Arbitrage : Chris Sinclair | Žalgiris Arena, Kaunas Spectateurs : 1 534 Arbitrage : Chris Sinclair |

2e journée
| Match 14                | Costa Rica    | 0 - 1   | Venezuela    |                                                             |                                                             |
| 15 septembre 2021 18h00 |               | (0 - 1) | 18e Morillo  | Žalgiris Arena, Kaunas Spectateurs : 846 Arbitrage : Ran An | Žalgiris Arena, Kaunas Spectateurs : 846 Arbitrage : Ran An |
| 15 septembre 2021 18h00 | D. Vargas 31e | Rapport | 29e G. Teran | Žalgiris Arena, Kaunas Spectateurs : 846 Arbitrage : Ran An | Žalgiris Arena, Kaunas Spectateurs : 846 Arbitrage : Ran An |

| Match 13 | Lituanie  | 0 - 3   | Kazakhstan                                  |                                                                     |                                                                     |
| 20h00    |           | (0 - 1) | 1re Taynan · 10e Tursagulov · 36e Akbalikov | Žalgiris Arena, Kaunas Spectateurs : 2 032 Arbitrage : Gábor Kovács | Žalgiris Arena, Kaunas Spectateurs : 2 032 Arbitrage : Gábor Kovács |
| 20h00    | Bucma 13e | Rapport |                                             | Žalgiris Arena, Kaunas Spectateurs : 2 032 Arbitrage : Gábor Kovács | Žalgiris Arena, Kaunas Spectateurs : 2 032 Arbitrage : Gábor Kovács |

2e journée
| Match 25                | Lituanie                                                     | 2 - 6   | Costa Rica                                         |                                                                        |                                                                        |
| 18 septembre 2021 20h00 | Samsonik 8e · Zagurskas 38e                                  | (1 - 2) | 19e 29e Tijerino · 19e Cordero · 32e 34e 40e Gomez | Žalgiris Arena, Kaunas Spectateurs : 3 532 Arbitrage : Ebrahim Mehrabi | Žalgiris Arena, Kaunas Spectateurs : 3 532 Arbitrage : Ebrahim Mehrabi |
| 18 septembre 2021 20h00 | Reimaris 8e · Samsonik 15e · Baranauskas 22e · Zagurskas 30e | Rapport | 11e C. Vargas · 17e Santamaria                     | Žalgiris Arena, Kaunas Spectateurs : 3 532 Arbitrage : Ebrahim Mehrabi | Žalgiris Arena, Kaunas Spectateurs : 3 532 Arbitrage : Ebrahim Mehrabi |

| Match 26         | Kazakhstan | 1 - 1   | Venezuela |                                                                    |                                                                    |
|                  | Douglas 5e | (1 - 0) | 40e Vidal | Siemens Arena, Vilnius Spectateurs : 717 Arbitrage : Aymen Kammoun | Siemens Arena, Vilnius Spectateurs : 717 Arbitrage : Aymen Kammoun |
| Yessenamanov 30e | Rapport    |         |           | Siemens Arena, Vilnius Spectateurs : 717 Arbitrage : Aymen Kammoun | Siemens Arena, Vilnius Spectateurs : 717 Arbitrage : Aymen Kammoun |

#### Groupe B
| Rang | Équipe      | J | V | N | P | BP | BC | Diff | Pts | Qualification       |
| ---- | ----------- | - | - | - | - | -- | -- | ---- | --- | ------------------- |
| 1    | RFS         | 3 | 3 | 0 | 0 | 17 | 3  | +14  | 9   | Huitièmes de finale |
| 2    | Ouzbékistan | 3 | 1 | 0 | 2 | 8  | 10 | -2   | 3   | Huitièmes de finale |
| 3    | Guatemala   | 3 | 1 | 0 | 2 | 9  | 14 | -5   | 3   |                     |
| 4    | Égypte      | 3 | 1 | 0 | 2 | 7  | 14 | -7   | 3   |                     |

Source: FIFA
1re journée
| Match 4                 | RFS | 9 - 0   | Égypte      |                                                                  |                                                                  |
| 12 septembre 2021 16h00 | Kudziev 6e · Chishkala 13e 16e 30e · Antoshkin 28e · Elashwal 28e (csc) · Abramov 31e (pen.) 32e · Milovanov 36e | (3 - 0) |             | Siemens Arena, Vilnius Spectateurs : 500 Arbitrage : Gean Telles | Siemens Arena, Vilnius Spectateurs : 500 Arbitrage : Gean Telles |
| 12 septembre 2021 16h00 | | Rapport | 16e Mansour | Siemens Arena, Vilnius Spectateurs : 500 Arbitrage : Gean Telles | Siemens Arena, Vilnius Spectateurs : 500 Arbitrage : Gean Telles |

| Match 3 | Guatemala                                        | 5 - 4   | Ouzbékistan                            |                                                                   |                                                                   |
| 18h00   | Campaignac 4e · Sandoval 5e 22e · Aguilar 7e 40e | (3 - 1) | 6e 25e 35e Ropiev · 39e (csc) Enriquez | Siemens Arena, Vilnius Spectateurs : 500 Arbitrage : Nikola Jelić | Siemens Arena, Vilnius Spectateurs : 500 Arbitrage : Nikola Jelić |
| 18h00   | Enriquez 27e · Campaignac 32e                    | Rapport | 24e Usmonov · 28e Juraev               | Siemens Arena, Vilnius Spectateurs : 500 Arbitrage : Nikola Jelić | Siemens Arena, Vilnius Spectateurs : 500 Arbitrage : Nikola Jelić |

2e journée
| Match 16                | Égypte                                                   | 6 - 3   | Guatemala                                |                                                                             |                                                                             |
| 15 septembre 2021 18h00 | Mansour 4e · Elashwal 32e · Shoola 35e · Eid 36e 37e 40e | (1 - 1) | 16e Mansilla · 25e P. Ruiz · 33e W. Ruiz | Siemens Arena, Vilnius Spectateurs : 328 Arbitrage : Gelareh Nazemi Deylami | Siemens Arena, Vilnius Spectateurs : 328 Arbitrage : Gelareh Nazemi Deylami |
| 15 septembre 2021 18h00 | Dunga 30e                                                | Rapport |                                          | Siemens Arena, Vilnius Spectateurs : 328 Arbitrage : Gelareh Nazemi Deylami | Siemens Arena, Vilnius Spectateurs : 328 Arbitrage : Gelareh Nazemi Deylami |

| Match 15 | RFS                               | 4 - 2   | Ouzbékistan              |                                                                         |                                                                         |
| 20h00    | Robinho 10e · Niiazov 11e 35e 35e | (2 - 0) | 21e Choriev · 28e Adilov | Siemens Arena, Vilnius Spectateurs : 469 Arbitrage : Cristian Espindola | Siemens Arena, Vilnius Spectateurs : 469 Arbitrage : Cristian Espindola |
| 20h00    | Abramovich 31e                    | Rapport | 11e Choriev              | Siemens Arena, Vilnius Spectateurs : 469 Arbitrage : Cristian Espindola | Siemens Arena, Vilnius Spectateurs : 469 Arbitrage : Cristian Espindola |

3e journée
| Match 27                | Égypte     | 1 - 2   | Ouzbékistan                    |                                                                       |                                                                       |
| 18 septembre 2021 18h00 | Eid 19e    | (1 - 1) | 2e Nishonov · 34e A. Rakhmatov | Siemens Arena, Vilnius Spectateurs : 661 Arbitrage : Dario Santamaria | Siemens Arena, Vilnius Spectateurs : 661 Arbitrage : Dario Santamaria |
| 18 septembre 2021 18h00 | Mansour 8e | Rapport | 29e D. Rakhmatov               | Siemens Arena, Vilnius Spectateurs : 661 Arbitrage : Dario Santamaria | Siemens Arena, Vilnius Spectateurs : 661 Arbitrage : Dario Santamaria |

| Match 28 | RFS                                                    | 4 - 1   | Guatemala           |                                                                        |                                                                        |
|          | Afanasev 2e · Asadov 10e · Abramov 14e · Antoshkin 27e | (3 - 0) | 25e (pen.) Alvarado | Žalgiris Arena, Kaunas Spectateurs : 2 122 Arbitrage : Henry Gutiérrez | Žalgiris Arena, Kaunas Spectateurs : 2 122 Arbitrage : Henry Gutiérrez |
|          | Rapport                                                |         |                     | Žalgiris Arena, Kaunas Spectateurs : 2 122 Arbitrage : Henry Gutiérrez | Žalgiris Arena, Kaunas Spectateurs : 2 122 Arbitrage : Henry Gutiérrez |

#### Groupe C
| Rang | Équipe       | J | V | N | P | BP | BC | Diff | Pts | Qualification       |
| ---- | ------------ | - | - | - | - | -- | -- | ---- | --- | ------------------- |
| 1    | Portugal     | 3 | 2 | 1 | 0 | 14 | 4  | +10  | 7   | Huitièmes de finale |
| 2    | Maroc        | 3 | 1 | 2 | 0 | 10 | 4  | +6   | 5   | Huitièmes de finale |
| 3    | Thaïlande    | 3 | 1 | 1 | 1 | 11 | 9  | +2   | 4   | Huitièmes de finale |
| 4    | Îles Salomon | 3 | 0 | 0 | 3 | 4  | 22 | -18  | 0   |                     |

Source: FIFA
1re journée
| Match 6                 | Îles Salomon             | 0 - 6   | Maroc                                                                                  |                                                                       |                                                                       |
| 13 septembre 2021 18h00 |                          | (0 - 3) | 2e El Mesrar · 3e Saoud · 18e Raiss El Fenni · 28e Bakkali · 31e Boumezou · 34e Borite | Žalgiris Arena, Kaunas Spectateurs : 314 Arbitrage : Daniel Rodríguez | Žalgiris Arena, Kaunas Spectateurs : 314 Arbitrage : Daniel Rodríguez |
| 13 septembre 2021 18h00 | Ragomo 15e · Osifelo 30e | Rapport |                                                                                        | Žalgiris Arena, Kaunas Spectateurs : 314 Arbitrage : Daniel Rodríguez | Žalgiris Arena, Kaunas Spectateurs : 314 Arbitrage : Daniel Rodríguez |

| Match 5 | Portugal                                     | 4 - 1   | Thaïlande       |                                                                           |                                                                           |
| 20h00   | Bruno 20e · Erick 27e · Zicky 30e · Pany 32e | (1 - 1) | 16e Sornwichian | Žalgiris Arena, Kaunas Spectateurs : 362 Arbitrage : Ronny Castro Zumbado | Žalgiris Arena, Kaunas Spectateurs : 362 Arbitrage : Ronny Castro Zumbado |
| 20h00   |                                              | Rapport | 29e Jungwongsuk | Žalgiris Arena, Kaunas Spectateurs : 362 Arbitrage : Ronny Castro Zumbado | Žalgiris Arena, Kaunas Spectateurs : 362 Arbitrage : Ronny Castro Zumbado |

2e journée
| Match 18                | Portugal                                                                           | 7 - 0   | Îles Salomon  |                                                                      |                                                                      |
| 16 septembre 2021 18h00 | Cecilio 4e · Ricardinho 12e · André 20e 23e · Sia 26e (csc) · Erick 31e · Pany 37e | (3 - 0) |               | Žalgiris Arena, Kaunas Spectateurs : 345 Arbitrage : Carlos Martínez | Žalgiris Arena, Kaunas Spectateurs : 345 Arbitrage : Carlos Martínez |
| 16 septembre 2021 18h00 |                                                                                    | Rapport | 22e Stevenson | Žalgiris Arena, Kaunas Spectateurs : 345 Arbitrage : Carlos Martínez | Žalgiris Arena, Kaunas Spectateurs : 345 Arbitrage : Carlos Martínez |

| Match 17 | Thaïlande        | 1 - 1   | Maroc      |                                                                       |                                                                       |
| 20h00    | Sornwichian 40e  | (0 - 1) | 18e Jouad  | Žalgiris Arena, Kaunas Spectateurs : 331 Arbitrage : Irina Velikanova | Žalgiris Arena, Kaunas Spectateurs : 331 Arbitrage : Irina Velikanova |
| 20h00    | Wangsama-Aeo 14e | Rapport | 32e Borite | Žalgiris Arena, Kaunas Spectateurs : 331 Arbitrage : Irina Velikanova | Žalgiris Arena, Kaunas Spectateurs : 331 Arbitrage : Irina Velikanova |

3e journée
| Match 29                | Thaïlande                                                                                           | 9 - 4   | Îles Salomon                               |                                                                       |                                                                       |
| 19 septembre 2021 18h00 | Nawin 4e · Thueanklang 6e 32e 39e · Wongkaeo 17e · Chudech 24e 34e · Sornwichian 37e · Peerapat 39e | (3 - 1) | 15e Mana · 27e (pen.) 38e Ragomo · 40e Sia | Žalgiris Arena, Kaunas Spectateurs : 302 Arbitrage : Cédric Pelissier | Žalgiris Arena, Kaunas Spectateurs : 302 Arbitrage : Cédric Pelissier |
| 19 septembre 2021 18h00 | | Rapport | 39e Osifelo                                | Žalgiris Arena, Kaunas Spectateurs : 302 Arbitrage : Cédric Pelissier | Žalgiris Arena, Kaunas Spectateurs : 302 Arbitrage : Cédric Pelissier |

| Match 30 | Portugal                           | 3 - 3   | Maroc                                  |                                                                        |                                                                        |
|          | Cecilio 9e · Tiago 17e · Bruno 29e | (2 - 1) | 2e Jouad · 24e El Ayyane · 37e Bakkali | Švyturys Arena, Klaipėda Spectateurs : 1 860 Arbitrage : Anthony Riley | Švyturys Arena, Klaipėda Spectateurs : 1 860 Arbitrage : Anthony Riley |
|          | Rapport                            |         |                                        | Švyturys Arena, Klaipėda Spectateurs : 1 860 Arbitrage : Anthony Riley | Švyturys Arena, Klaipėda Spectateurs : 1 860 Arbitrage : Anthony Riley |

#### Groupe D
| Rang | Équipe   | J | V | N | P | BP | BC | Diff | Pts | Qualification       |
| ---- | -------- | - | - | - | - | -- | -- | ---- | --- | ------------------- |
| 1    | Brésil   | 3 | 3 | 0 | 0 | 18 | 2  | +16  | 9   | Huitièmes de finale |
| 2    | Tchéquie | 3 | 1 | 1 | 1 | 6  | 6  | 0    | 4   | Huitièmes de finale |
| 3    | Viêt Nam | 3 | 1 | 1 | 1 | 5  | 12 | -7   | 4   | Huitièmes de finale |
| 4    | Panama   | 3 | 0 | 0 | 3 | 4  | 13 | -9   | 0   |                     |

Source: FIFA
1re journée
| Match 8                 | Tchéquie                                    | 5 - 1   | Panama        |                                                                                   |                                                                                   |
| 13 septembre 2021 18h00 | Zaruba 2e · Seidler 5e 9e 10e · Resetar 30e | (4 - 0) | 39e Goodridge | Švyturys Arena, Klaipėda Spectateurs : 554 Arbitrage : Juan José Cordero Gallardo | Švyturys Arena, Klaipėda Spectateurs : 554 Arbitrage : Juan José Cordero Gallardo |
| 13 septembre 2021 18h00 | Jost 38e                                    | Rapport | 35e Goodridge | Švyturys Arena, Klaipėda Spectateurs : 554 Arbitrage : Juan José Cordero Gallardo | Švyturys Arena, Klaipėda Spectateurs : 554 Arbitrage : Juan José Cordero Gallardo |

| Match 7 | Brésil                                                                          | 9 - 1   | Viêt Nam  |                                                                                         |                                                                                         |
| 20h00   | Rodrigo 3e · Ferrão 5e 7e 21e 24e · Dieguinho 14e 28e · Pito 19e · Leonardo 36e | (5 - 1) | 14e Khong | Švyturys Arena, Klaipėda Spectateurs : 667 Arbitrage : Fahad Badir Ali Mohamed Alhosani | Švyturys Arena, Klaipėda Spectateurs : 667 Arbitrage : Fahad Badir Ali Mohamed Alhosani |
| 20h00   |                                                                                 | Rapport | 3e Tran   | Švyturys Arena, Klaipėda Spectateurs : 667 Arbitrage : Fahad Badir Ali Mohamed Alhosani | Švyturys Arena, Klaipėda Spectateurs : 667 Arbitrage : Fahad Badir Ali Mohamed Alhosani |

2e journée
| Match 20                | Panama             | 2 - 3   | Viêt Nam                               |                                                                          |                                                                          |
| 16 septembre 2021 18h00 | Castrellon 10e 20e | (2 - 2) | 2e Nguyen M. · 8e Chau · 27e Nguyen V. | Švyturys Arena, Klaipėda Spectateurs : 767 Arbitrage : Eduardo Fernandes | Švyturys Arena, Klaipėda Spectateurs : 767 Arbitrage : Eduardo Fernandes |
| 16 septembre 2021 18h00 | Milord 38e         | Rapport | 18e Vu · 32e Tran                      | Švyturys Arena, Klaipėda Spectateurs : 767 Arbitrage : Eduardo Fernandes | Švyturys Arena, Klaipėda Spectateurs : 767 Arbitrage : Eduardo Fernandes |

| Match 19 | Brésil                                    | 4 - 0   | Tchéquie               |                                                                        |                                                                        |
| 20h00    | Ferrão 23e 24e · Rodrigo 26e · Marlon 40e | (0 - 0) |                        | Švyturys Arena, Klaipėda Spectateurs : 904 Arbitrage : Carlos González | Švyturys Arena, Klaipėda Spectateurs : 904 Arbitrage : Carlos González |
| 20h00    | Gadeia 19e                                | Rapport | 10e Holy · 37e Seidler | Švyturys Arena, Klaipėda Spectateurs : 904 Arbitrage : Carlos González | Švyturys Arena, Klaipėda Spectateurs : 904 Arbitrage : Carlos González |

3e journée
| Match 31                | Brésil                                                        | 5 - 1   | Panama       |                                                                          |                                                                          |
| 19 septembre 2021 16h00 | Rocha 15e · Gadeia 18e · Leonardo 29e · Arthur 40e · Pito 40e | (2 - 0) | 32e Maquensi | Švyturys Arena, Klaipėda Spectateurs : 1 643 Arbitrage : Daniel Matković | Švyturys Arena, Klaipėda Spectateurs : 1 643 Arbitrage : Daniel Matković |
| 19 septembre 2021 16h00 | Lino 15e                                                      | Rapport |              | Švyturys Arena, Klaipėda Spectateurs : 1 643 Arbitrage : Daniel Matković | Švyturys Arena, Klaipėda Spectateurs : 1 643 Arbitrage : Daniel Matković |

| Match 32 | Tchéquie    | 1 - 1   | Viêt Nam |                                                                            |                                                                            |
|          | Resetar 36e | (0 - 0) | 35e Chau | Žalgiris Arena, Kaunas Spectateurs : 280 Arbitrage : María Estefanía Pinto | Žalgiris Arena, Kaunas Spectateurs : 280 Arbitrage : María Estefanía Pinto |
|          | Rapport     |         |          | Žalgiris Arena, Kaunas Spectateurs : 280 Arbitrage : María Estefanía Pinto | Žalgiris Arena, Kaunas Spectateurs : 280 Arbitrage : María Estefanía Pinto |

#### Groupe E
| Rang | Équipe   | J | V | N | P | BP | BC | Diff | Pts | Qualification       |
| ---- | -------- | - | - | - | - | -- | -- | ---- | --- | ------------------- |
| 1    | Espagne  | 3 | 3 | 0 | 0 | 12 | 3  | +9   | 9   | Huitièmes de finale |
| 2    | Paraguay | 3 | 2 | 0 | 1 | 6  | 6  | 0    | 6   | Huitièmes de finale |
| 3    | Japon    | 3 | 1 | 0 | 2 | 11 | 10 | +1   | 3   | Huitièmes de finale |
| 4    | Angola   | 3 | 0 | 0 | 3 | 6  | 16 | -10  | 0   |                     |

Source: FIFA
1re journée
| Match 10                | Espagne                                            | 4 - 0   | Paraguay     |                                                                     |                                                                     |
| 14 septembre 2021 18h00 | Solano 9e · Fernandez 20e · Gómez 29e · Campos 40e | (2 - 0) |              | Švyturys Arena, Klaipėda Spectateurs : 550 Arbitrage : Khalid Hnich | Švyturys Arena, Klaipėda Spectateurs : 550 Arbitrage : Khalid Hnich |
| 14 septembre 2021 18h00 | Solano 34e                                         | Rapport | 29e J. Salas | Švyturys Arena, Klaipėda Spectateurs : 550 Arbitrage : Khalid Hnich | Švyturys Arena, Klaipėda Spectateurs : 550 Arbitrage : Khalid Hnich |

| Match 9 | Japon                                                                               | 8 - 4   | Angola                                           |                                                                           |                                                                           |
| 20h00   | Oliveira 13e 20e 23e 37e · Murota 14e · R. Hoshi 25e · Nishitani 25e · S. Hoshi 40e | (3 - 1) | 19e 21e Guga · 24e (csc) R. Hoshi · 29e Kaluanda | Švyturys Arena, Klaipėda Spectateurs : 607 Arbitrage : Diego Molina López | Švyturys Arena, Klaipėda Spectateurs : 607 Arbitrage : Diego Molina López |
| 20h00   | Sekiguchi 33e                                                                       | Rapport |                                                  | Švyturys Arena, Klaipėda Spectateurs : 607 Arbitrage : Diego Molina López | Švyturys Arena, Klaipėda Spectateurs : 607 Arbitrage : Diego Molina López |

2e journée
| Match 22                | Espagne                                      | 4 - 2   | Japon                                                      |                                                                      |                                                                      |
| 17 septembre 2021 18h00 | Diaz 4e · Chino 26e · Campos 30e · Tolrá 39e | (1 - 2) | 5e S. Hoshi · 7e Henmi                                     | Švyturys Arena, Klaipėda Spectateurs : 712 Arbitrage : Valeria Palma | Švyturys Arena, Klaipėda Spectateurs : 712 Arbitrage : Valeria Palma |
| 17 septembre 2021 18h00 | Chino 36e · Solano 40e                       | Rapport | 17e Yoshikawa · 20e R. Hoshi · 27e Oliveira · 31e S. Hoshi | Švyturys Arena, Klaipėda Spectateurs : 712 Arbitrage : Valeria Palma | Švyturys Arena, Klaipėda Spectateurs : 712 Arbitrage : Valeria Palma |

| Match 21 | Paraguay                                              | 4 - 1   | Angola       |                                                                       |                                                                       |
| 20h00    | J. Salas 3e · Rejala 13e · Baez 14e · F. Martinez 17e | (4 - 1) | 10e Manosele | Švyturys Arena, Klaipėda Spectateurs : 798 Arbitrage : Ryan Shepheard | Švyturys Arena, Klaipėda Spectateurs : 798 Arbitrage : Ryan Shepheard |
| 20h00    | Gimenez 31e · Rejala 40e                              | Rapport | 29e Osna     | Švyturys Arena, Klaipėda Spectateurs : 798 Arbitrage : Ryan Shepheard | Švyturys Arena, Klaipėda Spectateurs : 798 Arbitrage : Ryan Shepheard |

3e journée
| Match 33                | Espagne                          | 4 - 1   | Angola         |                                                                     |                                                                     |
| 20 septembre 2021 18h00 | Fernandez 4e 25e 27e · Ortiz 20e | (2 - 1) | 19e Guga       | Švyturys Arena, Klaipėda Spectateurs : 606 Arbitrage : Josh Wilkens | Švyturys Arena, Klaipėda Spectateurs : 606 Arbitrage : Josh Wilkens |
| 20 septembre 2021 18h00 |                                  | Rapport | 25e Branquinho | Švyturys Arena, Klaipėda Spectateurs : 606 Arbitrage : Josh Wilkens | Švyturys Arena, Klaipėda Spectateurs : 606 Arbitrage : Josh Wilkens |

| Match 34     | Paraguay                 | 2 - 1     | Japon      |                                                                    |                                                                    |
|              | Mareco 7e · J. Salas 33e | (1 - 1)   | 3e Shimizu | Siemens Arena, Vilnius Spectateurs : 792 Arbitrage : Roberto López | Siemens Arena, Vilnius Spectateurs : 792 Arbitrage : Roberto López |
| A. Salas 10e | Rapport                  | 25e Henmi |            | Siemens Arena, Vilnius Spectateurs : 792 Arbitrage : Roberto López | Siemens Arena, Vilnius Spectateurs : 792 Arbitrage : Roberto López |

#### Groupe F
| Rang | Équipe     | J | V | N | P | BP | BC | Diff | Pts | Qualification       |
| ---- | ---------- | - | - | - | - | -- | -- | ---- | --- | ------------------- |
| 1    | Argentine  | 3 | 3 | 0 | 0 | 17 | 3  | +14  | 9   | Huitièmes de finale |
| 2    | Iran       | 3 | 2 | 0 | 1 | 8  | 6  | +2   | 6   | Huitièmes de finale |
| 3    | Serbie     | 3 | 1 | 0 | 2 | 11 | 7  | +4   | 3   | Huitièmes de finale |
| 4    | États-Unis | 3 | 0 | 0 | 3 | 2  | 22 | -20  | 0   |                     |

Source: FIFA
1re journée
| Match 12                | Iran                                    | 3 - 2   | Serbie                    |                                                                      |                                                                      |
| 14 septembre 2021 18h00 | Ahmadi 4e · Fakhim 4e · Esmaeilpour 37e | (2 - 1) | 18e Stojković · 38e Tomić | Siemens Arena, Vilnius Spectateurs : 766 Arbitrage : Carlos González | Siemens Arena, Vilnius Spectateurs : 766 Arbitrage : Carlos González |
| 14 septembre 2021 18h00 | Ahmadi 11e · Sangsefidi 19e             | Rapport | 25e Kocić · 40e Rajčević  | Siemens Arena, Vilnius Spectateurs : 766 Arbitrage : Carlos González | Siemens Arena, Vilnius Spectateurs : 766 Arbitrage : Carlos González |

| Match 11 | Argentine                                                                                         | 11 - 0  | États-Unis                |                                                                   |                                                                   |
| 20h00    | Brandi 1re 2e 12e 40e · Cuzzolino 4e · Rescia 5e 16e · Basile 7e · Claudino 17e 25e · Borruto 24e | (8 - 0) |                           | Siemens Arena, Vilnius Spectateurs : 834 Arbitrage : Ondřej Černý | Siemens Arena, Vilnius Spectateurs : 834 Arbitrage : Ondřej Černý |
| 20h00    |                                                                                                   | Rapport | 30e Escobar · 36e Pondeca | Siemens Arena, Vilnius Spectateurs : 834 Arbitrage : Ondřej Černý | Siemens Arena, Vilnius Spectateurs : 834 Arbitrage : Ondřej Černý |

2e journée
| Match 24                | Iran                                                        | 4 - 2   | États-Unis      |                                                                        |                                                                        |
| 17 septembre 2021 18h00 | Tavakoli 3e · Javid 7e · Esmaeilpour 10e · Ahmad Abbasi 39e | (3 - 1) | 3e 36e Gonzalez | Siemens Arena, Vilnius Spectateurs : 1 106 Arbitrage : Tarek Elkhataby | Siemens Arena, Vilnius Spectateurs : 1 106 Arbitrage : Tarek Elkhataby |
| 17 septembre 2021 18h00 | Samimi 2e · Shajari 8e · Oladghobad 9e                      | Rapport |                 | Siemens Arena, Vilnius Spectateurs : 1 106 Arbitrage : Tarek Elkhataby | Siemens Arena, Vilnius Spectateurs : 1 106 Arbitrage : Tarek Elkhataby |

| Match 23 | Argentine                                                       | 4 - 2   | Serbie                                                  |                                                                      |                                                                      |
| 20h00    | Aksentijević 9e (csc) · Brandi 11e · Vaporaki 11e · Borruto 24e | (3 - 2) | 7e Rakić · 10e Lazarević                                | Siemens Arena, Vilnius Spectateurs : 1 434 Arbitrage : Nurdin Bukuev | Siemens Arena, Vilnius Spectateurs : 1 434 Arbitrage : Nurdin Bukuev |
| 20h00    |                                                                 | Rapport | 8e Stojković · 11e Rakić · 13e Kocić · 28e Aksentijević | Siemens Arena, Vilnius Spectateurs : 1 434 Arbitrage : Nurdin Bukuev | Siemens Arena, Vilnius Spectateurs : 1 434 Arbitrage : Nurdin Bukuev |

3e journée
| Match 35                | Argentine                    | 2 - 1   | Iran             |                                                                                  |                                                                                  |
| 20 septembre 2021 20h00 | Cuzzolino 24e · Stazzone 27e | (0 - 0) | 30e Hassan Zadeh | Siemens Arena, Vilnius Spectateurs : 1 180 Arbitrage : Alejandro Martínez Flores | Siemens Arena, Vilnius Spectateurs : 1 180 Arbitrage : Alejandro Martínez Flores |
| 20 septembre 2021 20h00 | Rapport                      |         |                  | Siemens Arena, Vilnius Spectateurs : 1 180 Arbitrage : Alejandro Martínez Flores | Siemens Arena, Vilnius Spectateurs : 1 180 Arbitrage : Alejandro Martínez Flores |

| Match 36                      | Serbie                                                                                     | 7 - 0    | États-Unis |                                                                       |                                                                       |
|                               | Rakić 6e · Tomić 8e 16e · Petrov 20e · Milosavljević 32e · Lazarević 33e · Radovanović 38e | (4 - 0)  |            | Švyturys Arena, Klaipėda Spectateurs : 680 Arbitrage : Chris Sinclair | Švyturys Arena, Klaipėda Spectateurs : 680 Arbitrage : Chris Sinclair |
| Radovanović 14e · Aleksić 28e | Rapport                                                                                    | 3e Veiga |            | Švyturys Arena, Klaipėda Spectateurs : 680 Arbitrage : Chris Sinclair | Švyturys Arena, Klaipėda Spectateurs : 680 Arbitrage : Chris Sinclair |

#### Classement des troisièmes des groupes
| Rang | Groupe | Équipe     | J | V | N | P | BP | BC | Diff | Pts | Qualification       |
| ---- | ------ | ---------- | - | - | - | - | -- | -- | ---- | --- | ------------------- |
| 1    | C      | Thaïlande  | 3 | 1 | 1 | 1 | 11 | 9  | +2   | 4   | Huitièmes de finale |
| 2    | D      | Viêt Nam   | 3 | 1 | 1 | 1 | 5  | 12 | -7   | 4   | Huitièmes de finale |
| 3    | F      | Serbie     | 3 | 1 | 0 | 2 | 11 | 7  | +4   | 3   | Huitièmes de finale |
| 4    | E      | Japon      | 3 | 1 | 0 | 2 | 11 | 10 | +1   | 3   | Huitièmes de finale |
| 5    | A      | Costa Rica | 3 | 1 | 0 | 2 | 7  | 9  | -2   | 3   |                     |
| 6    | B      | Guatemala  | 3 | 1 | 0 | 2 | 9  | 14 | -5   | 3   |                     |

Règles de départage:
1. Plus grand nombre de points obtenus ;
2. Meilleure différence de buts ;
3. Plus grand nombre de buts marqués ;
4. Plus petit nombre de points disciplinaires ;
5. Tirage au sort.

### Phase finale
En phase à élimination directe, si un match est à égalité à la fin du temps de jeu normal, des prolongations seront jouées (deux périodes de cinq minutes chacune) et suivies, si nécessaire, de tirs au but au point de penalty pour déterminer le vainqueur. Cependant, pour le match pour la troisième place, s'il est joué directement avant la finale, aucune prolongation ne sera jouée et le vainqueur sera déterminé par des tirs au but.

#### Tableau
|  | Huitièmes de finale    | Huitièmes de finale    |                    |                        | Quarts de finale       | Quarts de finale       |       |  | Demi-finales          | Demi-finales          |  |  | Finale             | Finale             |
|  | Huitièmes de finale    | Huitièmes de finale    |                    |                        | Quarts de finale       | Quarts de finale       |       |  | Demi-finales          | Demi-finales          |  |  | Finale             | Finale             |
|  |                        |                        |                    |                        |                        |                        |       |  |                       |                       |  |  |                    |                    |
|  | 24 septembre – Vilnius | 24 septembre – Vilnius |                    |                        | 27 septembre – Vilnius | 27 septembre – Vilnius |       |  | 30 septembre – Kaunas | 30 septembre – Kaunas |  |  | 3 octobre – Kaunas | 3 octobre – Kaunas |
|  | 24 septembre – Vilnius | 24 septembre – Vilnius |                    |                        | 27 septembre – Vilnius | 27 septembre – Vilnius |       |  | 30 septembre – Kaunas | 30 septembre – Kaunas |  |  | 3 octobre – Kaunas | 3 octobre – Kaunas |
|  | Espagne                | 5                      |                    |                        | 27 septembre – Vilnius | 27 septembre – Vilnius |       |  | 30 septembre – Kaunas | 30 septembre – Kaunas |  |  | 3 octobre – Kaunas | 3 octobre – Kaunas |
|  | Espagne                | 5                      |                    |                        | 27 septembre – Vilnius | 27 septembre – Vilnius |       |  | 30 septembre – Kaunas | 30 septembre – Kaunas |  |  | 3 octobre – Kaunas | 3 octobre – Kaunas |
|  | Tchéquie               | 2                      |                    |                        | 27 septembre – Vilnius | 27 septembre – Vilnius |       |  | 30 septembre – Kaunas | 30 septembre – Kaunas |  |  | 3 octobre – Kaunas | 3 octobre – Kaunas |
|  | Tchéquie               | 2                      | Espagne            | 2                      |                        |                        |       |  | 30 septembre – Kaunas | 30 septembre – Kaunas |  |  | 3 octobre – Kaunas | 3 octobre – Kaunas |
|  | 24 septembre – Kaunas  |                        | Espagne            | 2                      |                        |                        |       |  | 30 septembre – Kaunas | 30 septembre – Kaunas |  |  | 3 octobre – Kaunas | 3 octobre – Kaunas |
|  |                        | Portugal (a.p.)        | 4                  |                        |                        |                        |       |  | 30 septembre – Kaunas | 30 septembre – Kaunas |  |  | 3 octobre – Kaunas | 3 octobre – Kaunas |
|  | Portugal (a.p.)        | Portugal (a.p.)        | 4                  | 4                      |                        |                        |       |  | 30 septembre – Kaunas | 30 septembre – Kaunas |  |  | 3 octobre – Kaunas | 3 octobre – Kaunas |
|  | Portugal (a.p.)        | 27 septembre – Kaunas  |                    | 4                      |                        |                        |       |  | 30 septembre – Kaunas | 30 septembre – Kaunas |  |  | 3 octobre – Kaunas | 3 octobre – Kaunas |
|  | Serbie                 | 3                      |                    |                        |                        |                        |       |  | 30 septembre – Kaunas | 30 septembre – Kaunas |  |  | 3 octobre – Kaunas | 3 octobre – Kaunas |
|  | Serbie                 | 3                      | Portugal (t.a.b.)  | 2 (4)                  |                        |                        |       |  |                       |                       |  |  | 3 octobre – Kaunas | 3 octobre – Kaunas |
|  | 24 septembre – Vilnius |                        | Portugal (t.a.b.)  | 2 (4)                  |                        |                        |       |  |                       |                       |  |  | 3 octobre – Kaunas | 3 octobre – Kaunas |
|  |                        | Kazakhstan             | 2 (3)              |                        |                        |                        |       |  |                       |                       |  |  | 3 octobre – Kaunas | 3 octobre – Kaunas |
|  | Iran                   | Kazakhstan             | 2 (3)              | 9                      |                        |                        |       |  |                       |                       |  |  | 3 octobre – Kaunas | 3 octobre – Kaunas |
|  | Iran                   | 29 septembre – Kaunas  |                    | 9                      |                        |                        |       |  |                       |                       |  |  | 3 octobre – Kaunas | 3 octobre – Kaunas |
|  | Ouzbékistan            | 8                      |                    |                        |                        |                        |       |  |                       |                       |  |  | 3 octobre – Kaunas | 3 octobre – Kaunas |
|  | Ouzbékistan            | 8                      | Iran               | 2                      |                        |                        |       |  |                       |                       |  |  | 3 octobre – Kaunas | 3 octobre – Kaunas |
|  | 23 septembre – Kaunas  |                        | Iran               | 2                      |                        |                        |       |  |                       |                       |  |  | 3 octobre – Kaunas | 3 octobre – Kaunas |
|  |                        | Kazakhstan             | 3                  |                        |                        |                        |       |  |                       |                       |  |  | 3 octobre – Kaunas | 3 octobre – Kaunas |
|  | Thaïlande              | Kazakhstan             | 3                  | 0                      |                        |                        |       |  |                       |                       |  |  | 3 octobre – Kaunas | 3 octobre – Kaunas |
|  | Thaïlande              | 26 septembre – Vilnius |                    | 0                      |                        |                        |       |  |                       |                       |  |  | 3 octobre – Kaunas | 3 octobre – Kaunas |
|  | Kazakhstan             | 7                      |                    |                        |                        |                        |       |  |                       |                       |  |  | 3 octobre – Kaunas | 3 octobre – Kaunas |
|  | Kazakhstan             | 7                      | Portugal           | 2                      |                        |                        |       |  |                       |                       |  |  |                    |                    |
|  | 23 septembre – Kaunas  |                        | Portugal           | 2                      |                        |                        |       |  |                       |                       |  |  |                    |                    |
|  |                        | Argentine              | 1                  |                        |                        |                        |       |  |                       |                       |  |  |                    |                    |
|  | Brésil                 | Argentine              | 1                  | 4                      |                        |                        |       |  |                       |                       |  |  |                    |                    |
|  | Brésil                 |                        |                    | 4                      |                        |                        |       |  |                       |                       |  |  |                    |                    |
|  | Japon                  | 2                      |                    |                        |                        |                        |       |  |                       |                       |  |  |                    |                    |
|  | Japon                  | 2                      | Brésil             | 1                      |                        |                        |       |  |                       |                       |  |  |                    |                    |
|  | 22 septembre – Kaunas  |                        | Brésil             | 1                      |                        |                        |       |  |                       |                       |  |  |                    |                    |
|  |                        | Maroc                  | 0                  |                        |                        |                        |       |  |                       |                       |  |  |                    |                    |
|  | Maroc                  | Maroc                  | 0                  | 3                      |                        |                        |       |  |                       |                       |  |  |                    |                    |
|  | Maroc                  | 26 septembre – Kaunas  |                    | 3                      |                        |                        |       |  |                       |                       |  |  |                    |                    |
|  | Venezuela              | 2                      |                    |                        |                        |                        |       |  |                       |                       |  |  |                    |                    |
|  | Venezuela              | 2                      | Brésil             | 1                      |                        |                        |       |  |                       |                       |  |  |                    |                    |
|  | 23 septembre – Vilnius |                        | Brésil             | 1                      |                        |                        |       |  |                       |                       |  |  |                    |                    |
|  |                        | Argentine              | 2                  |                        |                        |                        |       |  |                       |                       |  |  |                    |                    |
|  | Argentine              | Argentine              | 2                  | 6                      |                        |                        |       |  |                       |                       |  |  |                    |                    |
|  | Argentine              |                        |                    | 6                      |                        |                        |       |  |                       |                       |  |  |                    |                    |
|  | Paraguay               | 1                      |                    | Match pour la 3e place | Match pour la 3e place |                        |       |  |                       |                       |  |  |                    |                    |
|  | Paraguay               | 1                      | Argentine (t.a.b.) | Match pour la 3e place | Match pour la 3e place | 1 (5)                  |       |  |                       |                       |  |  |                    |                    |
|  | 22 septembre – Vilnius | 22 septembre – Vilnius | Argentine (t.a.b.) | 3 octobre – Kaunas     | 3 octobre – Kaunas     | 1 (5)                  |       |  |                       |                       |  |  |                    |                    |
|  | 22 septembre – Vilnius | 22 septembre – Vilnius |                    | 3 octobre – Kaunas     | 3 octobre – Kaunas     | RFS                    | 1 (4) |  |                       |                       |  |  |                    |                    |
|  | RFS                    | 3                      | Brésil             | 4                      |                        | RFS                    | 1 (4) |  |                       |                       |  |  |                    |                    |
|  | RFS                    | 3                      | Brésil             | 4                      |                        |                        |       |  |                       |                       |  |  |                    |                    |
|  | Viêt Nam               | 2                      |                    | Kazakhstan             | 2                      |                        |       |  |                       |                       |  |  |                    |                    |
|  | Viêt Nam               | 2                      |                    | Kazakhstan             | 2                      |                        |       |  |                       |                       |  |  |                    |                    |

Combinaisons de matchs en huitièmes de finale
Les matchs spécifiques impliquant les équipes classées troisièmes dépendent des quatre équipes classées troisièmes qualifiées pour les huitièmes de finale:
| Les équipes classées troisièmes se qualifient à partir des groupes | Les équipes classées troisièmes se qualifient à partir des groupes | Les équipes classées troisièmes se qualifient à partir des groupes | Les équipes classées troisièmes se qualifient à partir des groupes | Les équipes classées troisièmes se qualifient à partir des groupes | Les équipes classées troisièmes se qualifient à partir des groupes | Kazakhstan | RFS        | Portugal   | Brésil    |
| ------------------------------------------------------------------ | ------------------------------------------------------------------ | ------------------------------------------------------------------ | ------------------------------------------------------------------ | ------------------------------------------------------------------ | ------------------------------------------------------------------ | ---------- | ---------- | ---------- | --------- |
| A                                                                  | B                                                                  | C                                                                  | D                                                                  |                                                                    |                                                                    | Thaïlande  | Viêt Nam   | Costa Rica | Guatemala |
| A                                                                  | B                                                                  | C                                                                  |                                                                    | E                                                                  |                                                                    | Thaïlande  | Costa Rica | Guatemala  | Japon     |
| A                                                                  | B                                                                  | C                                                                  |                                                                    |                                                                    | F                                                                  | Thaïlande  | Costa Rica | Guatemala  | Serbie    |
| A                                                                  | B                                                                  |                                                                    | D                                                                  | E                                                                  |                                                                    | Viêt Nam   | Costa Rica | Guatemala  | Japon     |
| A                                                                  | B                                                                  |                                                                    | D                                                                  |                                                                    | F                                                                  | Viêt Nam   | Costa Rica | Guatemala  | Serbie    |
| A                                                                  | B                                                                  |                                                                    |                                                                    | E                                                                  | F                                                                  | Japon      | Costa Rica | Guatemala  | Serbie    |
| A                                                                  |                                                                    | C                                                                  | D                                                                  | E                                                                  |                                                                    | Thaïlande  | Viêt Nam   | Costa Rica | Japon     |
| A                                                                  |                                                                    | C                                                                  | D                                                                  |                                                                    | F                                                                  | Thaïlande  | Viêt Nam   | Costa Rica | Serbie    |
| A                                                                  |                                                                    | C                                                                  |                                                                    | E                                                                  | F                                                                  | Thaïlande  | Costa Rica | Serbie     | Japon     |
| A                                                                  |                                                                    |                                                                    | D                                                                  | E                                                                  | F                                                                  | Viêt Nam   | Costa Rica | Serbie     | Japon     |
|                                                                    | B                                                                  | C                                                                  | D                                                                  | E                                                                  |                                                                    | Thaïlande  | Viêt Nam   | Guatemala  | Japon     |
|                                                                    | B                                                                  | C                                                                  | D                                                                  |                                                                    | F                                                                  | Thaïlande  | Viêt Nam   | Guatemala  | Serbie    |
|                                                                    | B                                                                  | C                                                                  |                                                                    | E                                                                  | F                                                                  | Japon      | Thaïlande  | Guatemala  | Serbie    |
|                                                                    | B                                                                  |                                                                    | D                                                                  | E                                                                  | F                                                                  | Japon      | Viêt Nam   | Guatemala  | Serbie    |
|                                                                    |                                                                    | C                                                                  | D                                                                  | E                                                                  | F                                                                  | Thaïlande  | Viêt Nam   | Serbie     | Japon     |

#### Huitièmes de finale
| Match 37                | RFS                             | 3 - 2   | Viêt Nam                 |                                                                    |                                                                    |
| 22 septembre 2021 17h30 | Robinho 11e · Chishkala 18e 30e | (2 - 1) | 18e Nguyen D. · 39e Pham | Siemens Arena, Vilnius Spectateurs : 622 Arbitrage : Roberto López | Siemens Arena, Vilnius Spectateurs : 622 Arbitrage : Roberto López |
| 22 septembre 2021 17h30 |                                 | Rapport | 10e Tran · 31e Nguyen D. | Siemens Arena, Vilnius Spectateurs : 622 Arbitrage : Roberto López | Siemens Arena, Vilnius Spectateurs : 622 Arbitrage : Roberto López |

| Match 38 | Maroc               | 3 - 2   | Venezuela                 |                                                                        |                                                                        |
| 20h00    | El Mesrar 2e 9e 31e | (2 - 1) | 7e Viamonte · 33e Francia | Žalgiris Arena, Kaunas Spectateurs : 408 Arbitrage : Hussain Al-Bahhar | Žalgiris Arena, Kaunas Spectateurs : 408 Arbitrage : Hussain Al-Bahhar |
| 20h00    |                     | Rapport | 32e Sanz                  | Žalgiris Arena, Kaunas Spectateurs : 408 Arbitrage : Hussain Al-Bahhar | Žalgiris Arena, Kaunas Spectateurs : 408 Arbitrage : Hussain Al-Bahhar |

| Match 40                | Argentine                                                                          | 6 - 1   | Paraguay   |                                                                    |                                                                    |
| 23 septembre 2021 17h30 | Claudino 26e · Borruto 27e · Alemany 28e · Basile 29e · Stazzone 35e · Taborda 36e | (0 - 1) | 13e Mareco | Žalgiris Arena, Kaunas Spectateurs : 564 Arbitrage : Nurdin Bukuev | Žalgiris Arena, Kaunas Spectateurs : 564 Arbitrage : Nurdin Bukuev |
| 23 septembre 2021 17h30 | Rapport                                                                            |         |            | Žalgiris Arena, Kaunas Spectateurs : 564 Arbitrage : Nurdin Bukuev | Žalgiris Arena, Kaunas Spectateurs : 564 Arbitrage : Nurdin Bukuev |

| Match 41                    | Thaïlande | 0 - 7   | Kazakhstan                                                                                            |                                                                                   |                                                                                   |
|                             |           | (0 - 3) | 3e Tursagulov · 4e Douglas · 19e (csc) Chaivat · 23e Taynan · 24e Nurgozhin · 32e Knaub · 37e Higuita | Siemens Arena, Vilnius Spectateurs : 464 Arbitrage : Mohamed Hassan Ahmed Youssef | Siemens Arena, Vilnius Spectateurs : 464 Arbitrage : Mohamed Hassan Ahmed Youssef |
| Wongkaeo 17e · Peerapat 28e | Rapport   |         | | Siemens Arena, Vilnius Spectateurs : 464 Arbitrage : Mohamed Hassan Ahmed Youssef | Siemens Arena, Vilnius Spectateurs : 464 Arbitrage : Mohamed Hassan Ahmed Youssef |

| Match 39 | Brésil                                               | 4 - 2   | Japon                       |                                                                       |                                                                       |
| 20h00    | Ferrão 5e · Leonardo 31e · Pito 38e · Kato 40e (csc) | (1 - 1) | 4e S. Hoshi · 38e Nishitani | Žalgiris Arena, Kaunas Spectateurs : 918 Arbitrage : Irina Velikanova | Žalgiris Arena, Kaunas Spectateurs : 918 Arbitrage : Irina Velikanova |
| 20h00    | Rodrigo 36e                                          | Rapport | 21e Shimizu · 30e Kato      | Žalgiris Arena, Kaunas Spectateurs : 918 Arbitrage : Irina Velikanova | Žalgiris Arena, Kaunas Spectateurs : 918 Arbitrage : Irina Velikanova |

| Match 44                | Iran                                                                                           | 9 - 8   | Ouzbékistan                                                                              |                                                                  |                                                                  |
| 24 septembre 2021 17h30 | Hassan Zadeh 1re 28e · Javid 5e 25e · Ahmad Abbasi 16e 22e 37e · Tavakoli 18e · Oladghobad 30e | (4 - 3) | 9e 33e Nishonov · 17e D. Rakhmatov · 18e Ropiev · 28e 39e A. Rakhmatov · 31e 40e Hamroev | Žalgiris Arena, Kaunas Spectateurs : 907 Arbitrage : Diego López | Žalgiris Arena, Kaunas Spectateurs : 907 Arbitrage : Diego López |
| 24 septembre 2021 17h30 |                                                                                                | Rapport | 24e A. Rakhmatov                                                                         | Žalgiris Arena, Kaunas Spectateurs : 907 Arbitrage : Diego López | Žalgiris Arena, Kaunas Spectateurs : 907 Arbitrage : Diego López |

| Match 42 | Portugal                                  | 4 - 3 (a.p.)          | Serbie                                                           |                                                                       |                                                                       |
| 20h00    | Ricardinho 14e · André 15e · Pany 43e 43e | (2 - 0, 2 - 2, 4 - 2) | 23e 28e Lazarević · 50e (csc) Matos                              | Siemens Arena, Vilnius Spectateurs : 782 Arbitrage : Daniel Rodríguez | Siemens Arena, Vilnius Spectateurs : 782 Arbitrage : Daniel Rodríguez |
| 20h00    |                                           | Rapport               | 5e Radovanović · 19e Aleksić · 26e Tomić · 48e, 48e Aksentijević | Siemens Arena, Vilnius Spectateurs : 782 Arbitrage : Daniel Rodríguez | Siemens Arena, Vilnius Spectateurs : 782 Arbitrage : Daniel Rodríguez |

| Match 43 | Espagne                                                     | 5 - 2                   | Tchéquie               |                                                                        |                                                                        |
|          | Campos 4e · Gómez 5e · Raya 13e · Fernandez 15e · Ortiz 39e | (4 - 0)                 | 23e Resetar · 32e Holy | Siemens Arena, Vilnius Spectateurs : 1 460 Arbitrage : Tomohiro Kozaki | Siemens Arena, Vilnius Spectateurs : 1 460 Arbitrage : Tomohiro Kozaki |
|          | Rapport                                                     | 14e Vnuk · 35e Koudelka |                        | Siemens Arena, Vilnius Spectateurs : 1 460 Arbitrage : Tomohiro Kozaki | Siemens Arena, Vilnius Spectateurs : 1 460 Arbitrage : Tomohiro Kozaki |

#### Quarts de finale
| Match 45                | Brésil      | 1 - 0   | Maroc              |                                                                     |                                                                     |
| 26 septembre 2021 16h00 | Rodrigo 11e | (1 - 0) |                    | Siemens Arena, Vilnius Spectateurs : 1 516 Arbitrage : Juan Cordero | Siemens Arena, Vilnius Spectateurs : 1 516 Arbitrage : Juan Cordero |
| 26 septembre 2021 16h00 |             | Rapport | 11e Raiss El Fenni | Siemens Arena, Vilnius Spectateurs : 1 516 Arbitrage : Juan Cordero | Siemens Arena, Vilnius Spectateurs : 1 516 Arbitrage : Juan Cordero |

| Match 46 | Argentine                                                                            | 1 - 1 (a.p.) 5 - 4 t. a. b. | RFS                                                                            |                                                                      |                                                                      |
| 18h30    | Cuzzolino 25e                                                                        | (0 - 0, 1 - 1, 1 - 1)       | 35e Antoshkin                                                                  | Žalgiris Arena, Kaunas Spectateurs : 1 108 Arbitrage : Anthony Riley | Žalgiris Arena, Kaunas Spectateurs : 1 108 Arbitrage : Anthony Riley |
| 18h30    | Borruto 3e · Taborda 32e · Stazzone 33e                                              | Rapport                     | 3e Davydov · 29e Eder Lima · 45e Niiazov ·                                     | Žalgiris Arena, Kaunas Spectateurs : 1 108 Arbitrage : Anthony Riley | Žalgiris Arena, Kaunas Spectateurs : 1 108 Arbitrage : Anthony Riley |
| 18h30    | Bolo Alemany · Basile · Edelstein · Stazzone · Cuzzolino · ---- · Claudino · Taborda | Tirs au but 5 - 4           | Abramov · Robinho · Eder Lima · Antoshkin · Chishkala · ---- · Asadov · Romulo | Žalgiris Arena, Kaunas Spectateurs : 1 108 Arbitrage : Anthony Riley | Žalgiris Arena, Kaunas Spectateurs : 1 108 Arbitrage : Anthony Riley |

| Match 47                | Espagne                      | 2 - 4                        | Portugal                                          |                                                                                     |                                                                                     |
| 27 septembre 2021 17h30 | Fernandez 22e · Martinez 23e | (0 - 0, 2 - 2, 2 - 3, 2 - 4) | 31e André · 36e Zicky · 43e (csc) Raya · 48e Pany | Siemens Arena, Vilnius Spectateurs : 1 629 Arbitrage : Mohamed Hassan Ahmed Youssef | Siemens Arena, Vilnius Spectateurs : 1 629 Arbitrage : Mohamed Hassan Ahmed Youssef |
| 27 septembre 2021 17h30 | Raya 17e · Mellado 25e       | Rapport                      | 12e Bruno · 20e Bébé · 33e Pany · 39e André       | Siemens Arena, Vilnius Spectateurs : 1 629 Arbitrage : Mohamed Hassan Ahmed Youssef | Siemens Arena, Vilnius Spectateurs : 1 629 Arbitrage : Mohamed Hassan Ahmed Youssef |

| Match 48 | Iran                            | 2 - 3   | Kazakhstan                                |                                                                     |                                                                     |
| 20h00    | Oladghobad 8e · Esmaeilpour 15e | (2 - 0) | 25e (csc) Samimi · 29e Knaub · 39e Taynan | Žalgiris Arena, Kaunas Spectateurs : 512 Arbitrage : Ryan Shepheard | Žalgiris Arena, Kaunas Spectateurs : 512 Arbitrage : Ryan Shepheard |
| 20h00    | Shajari 29e                     | Rapport |                                           | Žalgiris Arena, Kaunas Spectateurs : 512 Arbitrage : Ryan Shepheard | Žalgiris Arena, Kaunas Spectateurs : 512 Arbitrage : Ryan Shepheard |

#### Demi-finales
| Match 49                | Brésil                                           | 1 - 2   | Argentine                                                 |                                                                     |                                                                     |
| 29 septembre 2021 20h00 | Ferrão 17e                                       | (1 - 2) | 11e Vaporaki · 13e Borruto                                | Žalgiris Arena, Kaunas Spectateurs : 3 349 Arbitrage : Juan Cordero | Žalgiris Arena, Kaunas Spectateurs : 3 349 Arbitrage : Juan Cordero |
| 29 septembre 2021 20h00 | Leandro 9e · Ferrão 25e · Pito 40e · Rodrigo 40e | Rapport | 9e Sarmiento · 13e Bolo Alemany · 32e Brandi · 3e Taborda | Žalgiris Arena, Kaunas Spectateurs : 3 349 Arbitrage : Juan Cordero | Žalgiris Arena, Kaunas Spectateurs : 3 349 Arbitrage : Juan Cordero |

| Match 50                | Portugal                                        | 2 - 2 (a.p.) 4 - 3 t. a. b. | Kazakhstan                                         |                                                                     |                                                                     |
| 30 septembre 2021 20h00 | Pany 23e · Bruno 49e                            | (0 - 0, 1 - 1, 1 - 2)       | 40e Nurgozhin · 42e Douglas                        | Žalgiris Arena, Kaunas Spectateurs : 2 052 Arbitrage : Nikola Jelić | Žalgiris Arena, Kaunas Spectateurs : 2 052 Arbitrage : Nikola Jelić |
| 30 septembre 2021 20h00 | Pany 41e                                        | Rapport                     | 20e Orazov · 31e Taynan ·                          | Žalgiris Arena, Kaunas Spectateurs : 2 052 Arbitrage : Nikola Jelić | Žalgiris Arena, Kaunas Spectateurs : 2 052 Arbitrage : Nikola Jelić |
| 30 septembre 2021 20h00 | Bruno · André · Pany · Ricardinho · Tiago Brito | Tirs au but 4 - 3           | Douglas · Tursagulov · Higuita · Akbalikov · Knaub | Žalgiris Arena, Kaunas Spectateurs : 2 052 Arbitrage : Nikola Jelić | Žalgiris Arena, Kaunas Spectateurs : 2 052 Arbitrage : Nikola Jelić |

#### Match pour la troisième place
| Match 51             | Brésil                                               | 4 - 2   | Kazakhstan                    |                                                                      |                                                                      |
| 3 octobre 2021 18h00 | Taynan 25e (csc) · Rodrigo 32e · Ferrão 34e · Le 35e | (0 - 1) | 12e (csc) Guitta · 31e Taynan | Žalgiris Arena, Kaunas Spectateurs : 6 374 Arbitrage : Valeria Palma | Žalgiris Arena, Kaunas Spectateurs : 6 374 Arbitrage : Valeria Palma |
| 3 octobre 2021 18h00 | Rocha 20e · Willian 25e                              | Rapport | 25e Tursagulov                | Žalgiris Arena, Kaunas Spectateurs : 6 374 Arbitrage : Valeria Palma | Žalgiris Arena, Kaunas Spectateurs : 6 374 Arbitrage : Valeria Palma |

#### Finale
| Titulaires :    |                      |  |
|                 |                      |  |
| 1               | Nicolas Sarmiento    |  |
| 3               | Angel Claudino       |  |
| 8               | Santiago Basile      |  |
| 11              | Alan Brandi          |  |
| 14              | Pablo Taborda        |  |
|                 |                      |  |
| Remplaçants :   |                      |  |
| 2               | Damian Stazzone      |  |
| 4               | Lucas Bolo Alemany   |  |
| 5               | Maximiliano Rescia   |  |
| 7               | Leandro Cuzzolino    |  |
| 9               | Cristian Borruto     |  |
| 10              | Constantino Vaporaki |  |
| 12              | Lucas Farach         |  |
| 15              | Andres Santos        |  |
| 16              | Matias Edelstein     |  |
|                 |                      |  |
| Sélectionneur : |                      |  |
| Matias Lucuix   |                      |  |

| Titulaires :    |               |  |
|                 |               |  |
| 1               | Bebe          |  |
| 5               | Fabio Cecilio |  |
| 7               | Bruno Coelho  |  |
| 9               | Joao Matos    |  |
| 10              | Ricardinho    |  |
|                 |               |  |
| Remplaçants :   |               |  |
| 2               | André Coelho  |  |
| 3               | Tomas Paco    |  |
| 4               | Afonso        |  |
| 6               | Zicky         |  |
| 8               | Erick         |  |
| 11              | Pany Varela   |  |
| 13              | Tiago Brito   |  |
| 14              | Miguel Angelo |  |
| 16              | Vitor Hugo    |  |
|                 |               |  |
| Sélectionneur : |               |  |
| Jorge Braz      |               |  |

| Titulaires :    |                      |  |
|                 |                      |  |
| 1               | Nicolas Sarmiento    |  |
| 3               | Angel Claudino       |  |
| 8               | Santiago Basile      |  |
| 11              | Alan Brandi          |  |
| 14              | Pablo Taborda        |  |
|                 |                      |  |
| Remplaçants :   |                      |  |
| 2               | Damian Stazzone      |  |
| 4               | Lucas Bolo Alemany   |  |
| 5               | Maximiliano Rescia   |  |
| 7               | Leandro Cuzzolino    |  |
| 9               | Cristian Borruto     |  |
| 10              | Constantino Vaporaki |  |
| 12              | Lucas Farach         |  |
| 15              | Andres Santos        |  |
| 16              | Matias Edelstein     |  |
|                 |                      |  |
| Sélectionneur : |                      |  |
| Matias Lucuix   |                      |  |

| Titulaires :    |               |  |
|                 |               |  |
| 1               | Bebe          |  |
| 5               | Fabio Cecilio |  |
| 7               | Bruno Coelho  |  |
| 9               | Joao Matos    |  |
| 10              | Ricardinho    |  |
|                 |               |  |
| Remplaçants :   |               |  |
| 2               | André Coelho  |  |
| 3               | Tomas Paco    |  |
| 4               | Afonso        |  |
| 6               | Zicky         |  |
| 8               | Erick         |  |
| 11              | Pany Varela   |  |
| 13              | Tiago Brito   |  |
| 14              | Miguel Angelo |  |
| 16              | Vitor Hugo    |  |
|                 |               |  |
| Sélectionneur : |               |  |
| Jorge Braz      |               |  |

## Classement final
| Rang | Groupe | Équipe       | J | V | N | P | BP | BC | Diff | Pts | Résultat            |
| ---- | ------ | ------------ | - | - | - | - | -- | -- | ---- | --- | ------------------- |
| 1    | C      | Portugal     | 7 | 5 | 2 | 0 | 26 | 12 | +14  | 17  | Champion            |
| 2    | F      | Argentine    | 7 | 5 | 1 | 1 | 27 | 8  | +19  | 16  | Vice-champion       |
| 3    | D      | Brésil       | 7 | 6 | 0 | 1 | 28 | 8  | +20  | 18  | Troisième           |
| 4    | A      | Kazakhstan   | 7 | 4 | 2 | 1 | 24 | 10 | +10  | 14  | Quatrième           |
|      |        |              |   |   |   |   |    |    |      |     |                     |
| 5    | B      | RFS          | 5 | 4 | 1 | 0 | 21 | 6  | +15  | 13  | Quarts de finale    |
| 6    | E      | Espagne      | 5 | 4 | 0 | 1 | 19 | 9  | +10  | 12  | Quarts de finale    |
| 7    | F      | Iran         | 5 | 3 | 0 | 2 | 19 | 17 | +2   | 9   | Quarts de finale    |
| 8    | C      | Maroc        | 5 | 2 | 2 | 1 | 13 | 7  | +6   | 8   | Quarts de finale    |
|      |        |              |   |   |   |   |    |    |      |     |                     |
| 9    | A      | Venezuela    | 4 | 2 | 1 | 1 | 6  | 5  | +1   | 7   | Huitièmes de finale |
| 10   | E      | Paraguay     | 4 | 2 | 0 | 2 | 7  | 12 | -5   | 6   | Huitièmes de finale |
| 11   | D      | Tchéquie     | 4 | 1 | 1 | 2 | 8  | 11 | -3   | 4   | Huitièmes de finale |
| 12   | C      | Thaïlande    | 4 | 1 | 1 | 2 | 11 | 16 | -5   | 4   | Huitièmes de finale |
| 13   | D      | Viêt Nam     | 4 | 1 | 1 | 2 | 7  | 15 | -8   | 4   | Huitièmes de finale |
| 14   | F      | Serbie       | 4 | 1 | 0 | 3 | 14 | 11 | +3   | 3   | Huitièmes de finale |
| 15   | E      | Japon        | 4 | 1 | 0 | 3 | 13 | 14 | -1   | 3   | Huitièmes de finale |
| 16   | B      | Ouzbékistan  | 4 | 1 | 0 | 3 | 16 | 19 | -3   | 3   | Huitièmes de finale |
|      |        |              |   |   |   |   |    |    |      |     |                     |
| 17   | A      | Costa Rica   | 3 | 1 | 0 | 2 | 7  | 9  | -2   | 3   | Phase de groupes    |
| 18   | B      | Guatemala    | 3 | 1 | 0 | 2 | 9  | 14 | -5   | 3   | Phase de groupes    |
| 19   | B      | Égypte       | 3 | 1 | 0 | 2 | 7  | 14 | -7   | 3   | Phase de groupes    |
| 20   | A      | Lituanie     | 3 | 0 | 0 | 3 | 3  | 11 | -8   | 0   | Phase de groupes    |
| 21   | D      | Panama       | 3 | 0 | 0 | 3 | 4  | 13 | -9   | 0   | Phase de groupes    |
| 22   | E      | Angola       | 3 | 0 | 0 | 3 | 6  | 16 | -10  | 0   | Phase de groupes    |
| 23   | C      | Îles Salomon | 3 | 0 | 0 | 3 | 4  | 22 | -18  | 0   | Phase de groupes    |
| 24   | F      | États-Unis   | 3 | 0 | 0 | 3 | 2  | 22 | -20  | 0   | Phase de groupes    |